# Love and a .45
 Love and a .45 és un road movie estatunidenc a l'estil de Bonnie i Clyde dirigida per C. M. Talkington el 1994, protagonitzada per Gil Bellows i Renée Zellweger. La pel·lícula va ser distribuïda originalment per Lions Gate Entertainment.

## Argument
Una parella enamorada - Watty Watts (Gil Bellows) i Starlene (Renée Zellweger), - estan planejant un robatori. L'endemà els fan una visita dos sicaris d'un gàngster local a qui Watty ha demanat en préstec diners per comprar un anell de prometatge a Starlene. S'anomenen Creepy Cody i Dinosaure Bob, i informen Watty que ha d'aconseguir els diners molt aviat. Segueix una visita d'un antic company de presó - addicte a la droga- de Watts Vatxs, Billy Mack Black (Rory Cochrane), que té un pla. En contra dels desitjos de Starlene, Watty se'n va amb el grup i el robatori falla, Billy mata un, encara que poden salvar els diners. Després de l'assassinat Billy dona la seva pistola a Watty i el força a anar a un restaurant per esmorzar, on Watty, tement per la seva vida, ataca Billy amb una forquilla i escapa. Llavors retorna al seu remolc i Starlene, li demana que es casi amb ell i li diu que han de fugir a Mèxic. Els fan llavors una visita dos policies, que intenten matar-los com revenja per l'assassinat i robatori. Starlene aconsegueix disparar a un dels oficials, que accidentalment dispara l'altre, i la parella fuig.
Van cap a Mèxic perseguits per Billy Mack, Bob i Creepy i la policia. Els dos surten als mitjans de comunicació i es converteixen en famosos. Pel camí s'aturen a veure els pares de Starlene (Peter Fonda i Ann Wedgeworth), que més tard són trobats per Billy, Bob i Creepy, en una escena on moren tots excepte Billy.

## Repartiment
- Gil Bellows
- Renée Zellweger
- Rory Cochrane – Billy Mack Black
- Jeffrey Combs – Dinosaure Bob
- Jace Alexander – Creepy Cody
- Ann Wedgeworth – Thaylene Cheatham
- Peter Fonda – Vergil Cheatham